# Авес (острів)

Мапа острова Авес

Острів Авес (ісп. Isla de Aves — «Пташиний острів») — крихітний острівець в Карибському морі, належний до Венесуели. Розташований на захід від Навітряних островів. Острів площею 4,5 га має розмір 375 м завдовжки і не більше 50 м завширшки і підіймається над рівнем моря максимум на 4 м. Іноді під час сильних штормів и ураганів він повністю затоплюється морем. Острів розташований за 160 км на південний захід від Монтсеррату, за 100 км на захід від Домініки і за 480 км на північ від узбережжя Венесуели.

## Географія
Поверхня острова піщана, подекуди покрита рідкою рослинністю. Острів розташований під загрозою повного розмивання, і венесуельський уряд розглядує проекти щодо його укріплення, щоб не втратити права на ексклюзивну економічну зону довкола острова. Внаслідок впливу урагану Аллен у 1980 році острів був розірваний навпіл, однак незабаром обидві частини знову з'єдналися піщаною перемичкою, що її було нанесено морськими течіями.
На острові зупиняються для відпочинку чи гніздування велика кількість морських птахів; тут також відкладають яйця зелені морські черепахи (Chelonia mydas). Крихітний острів відіграє величезну роль у збереженні популяції зеленої морської черепахи — це одне з небагатьох місць, де цей вид черепах відкладає яйця. С липня по вересень від 350 до 600 самиць черепах прибувають на острів зі всього Карибського регіону. В 1972 році острів був проголошений заповідником дикої природи.
Через свою дуже малу висоту над рівнем моря острів є великою небезпекою для судноплавства; багато кораблів потерпіло аварію в його околицях. Венесуела тримає на острові військово-морську дослідницьку станцію.
Не слід плутати цей острів з островами Авес (ісп. Islas Las Aves), які лежать значно ближче до венесуельського узбережжя.

## Суверенітет
Жодна країна світу офіційно не заперечує права Венесуели на цей острів. Проте деякі карибські держави (зокрема, Домініка) заперечують проти установлення довкола острова 200-мильної ексклюзивної економічної зони, посилаючись на конвенцію ООН з морського права 1982 року (котру Венесуела не підписувала). Ця конвенція забороняє встановлення економічної зони ширше 12 морських миль довкола малих ізольованих ненаселених островів. Останнім часом Домініка всерйоз розглядає можливість офіційного поновлення претензій на суверенітет над островом.

## Історія
Острів був уперше відкритий Альваро Сансе (Alvaro Sanzze) в 1584 році; він проголосив острів володінням Іспанії, однак сам на ньому не висаджувався. Пізніше претензії на острова висували Іспанія, Велика Британія, Португалія і Нідерланди.
Суперечка довкола належності острова, яка виникла проміж Нідерландами и Венесуелою в 1854 році, була передана для арбітражу іспанській королеві Ізабеллі II, котра 30 липня 1865 року винесла рішення на користь Венесуели. З 1878 на острові працювали американські здобувачі гуано. Розробка родовищ тривала до 1912 року і була припинена у зв'язку з вичерпанням запасів.
В 1950 році венесуельська експедиція, яка складалася з двох катерів берегової охорони і транспортного судна, висадила на острів групу солдат, закріпивши таким чином статус острова як території Венесуели. В 1978 році венесуельський військово-морський флот заснував на острові цілорічну військово-морську дослідницьку станцію «Сімон Болівар». У 2004 році військові розширили станцію і збудували для неї спеціальне приміщення на високих палях, для якого не так страшні карибські шторми. На острові постійно працює група вчених і військових спеціалістів.